# Completamente
Completamente è un singolo del gruppo musicale italiano Thegiornalisti, pubblicato il 21 settembre 2016 come terzo estratto dal quarto album in studio Completamente Sold Out.

## Video musicale
Il videoclip della canzone è stato diretto da Alessio Lauria e Francesco Lettieri e girato interamente sul lungomare romano, tra Fregene, Ostia e i bilancioni di Fiumicino.

## Tracce
1. Completamente – 3:36

## Formazione
Gruppo
- Tommaso Paradiso – voce, tastiera
- Marco Antonio "Rissa" Musella – chitarra, basso, sintetizzatore
- Marco Primavera – batteria, percussioni, cori

Altri musicisti
- Matteo Cantaluppi – programmazione

## Classifiche
| Classifica (2016/17) | Posizione massima |
| -------------------- | ----------------- |
| Italia               | 54                |